# Умм Иса
Умм Иса (азерб. Ümmü İsa) — был автором одного из первых произведений, написанных на азербайджанском турецком языке, первого в тюркской литературе повести «Мехри и Вафа». По мнению некоторых исследователей, Умм Иса считается первым поэтом, писавший на азербайджанском турецком языке.

## Биография
Хотя известно, что Умм Иса жил в XIV веке, точные годы его рождения и смерти остаются неизвестными. Профессор Ягуб Бабаев, основываясь на языковых особенностях и поэтической лингвистике стихотворений, приписываемых Умм Исе, написал, что он жил в XIII-XIV веках. Другой литературовед Амиль Чалабиоглу также писал, что Умми Иса жил в XIV веке. Он вывел это из информации, представленной в конце одного из произведений Исы, где говорится, что он жил в 1372-1373 годах. С другой стороны, Ага Сирри утверждает, что Иса жил в XV веке и не получил хорошего образования, основанного на чувствах, выраженных в её стихах.

## Творчество
Единственное сохранившееся произведение Исы, дошедшее до нашей эпохи, — это поэма «Мехри и Вафа». Язык поэмы простой, с очень небольшим использованием арабского и персидского языков. Лингвистические характеристики произведения позволяют предположить, что оно было написано на разговорном языке той эпохи. В целом язык Исы в этом произведении проще по сравнению с Дастани-Ахмед Харами и Книгой Деда Коркута. Но язык стихотворения мало грамматически отличается от современного азербайджанского турецкого языка.
Тема поэмы «Мехри и Вафа» является общей как в иранской, так и в турецкой литературе, берет свое начало в персидской литературе и посвящена любви между двумя молодыми людьми. На турецком языке первое произведение на эту тему написала Умм Иса.
До нашей эры дошли две рукописи произведения. Поэма дважды издавалась Институтом рукописей Азербайджана НАНА (в 2001 и 2005 годах). Первое издание было написано кириллицей, второе издание — латиницей. Во втором издании в книгу также был включен оригинальный текст, написанный арабским алфавитом. Обе рукописи, хранящиеся в Институте рукописей Азербайджана, написаны в XIX веке .
Один из них был составлен в 1827 году Мухаммадом Каминой, а другой, подготовленный в 1834 году, известным ученым, педагогом и библиофилом Абдулгани Нухави Халискаризаде. Первая рукопись состоит из 1490 стихов, а вторая — из 1574 стихов. В первом издании авторы считали рукопись, переданную Абдулгани Нухави Халискаризаде, достоверной.